# Franziska Speyer

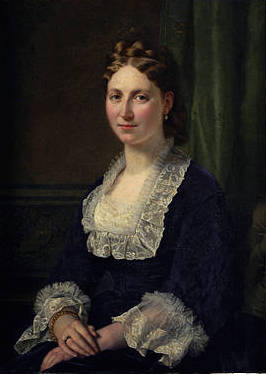
Porträt von Franziska Speyer 1872

Franziska Speyer, geborene Gumbert (geboren 22. März 1844 in Berlin; gestorben 6. November 1909 in Frankfurt am Main) war eine deutsche Stifterin und Mäzenin.

## Leben und Werk
Speyer war die älteste Tochter des Berliner Bankiers Siegmund Gumbert. 1869 heiratete sie den Frankfurter Bankier Georg Speyer (1835–1902). 1871 wurde ihr einziges Kind Alfred geboren, der wegen einer geistigen Behinderung bis zu seinem Tod 1927 unter Vormundschaft stand.
Nach dem Tod ihres Mannes führte Franziska Speyer dessen philanthropische Werke fort. Sie finanzierte 1903/1904 die Errichtung des Vereinshauses der Aktienbaugesellschaft für kleine Wohnungen an der Mainzer Landstraße und stiftete 1904 eine Million Mark für den Neubau des Georg-Speyer-Hauses in Sachsenhausen beim Gelände des Städtischen Krankenhauses. Es wurde 1906 als Forschungsinstitut für Chemotherapie unter Leitung von Paul Ehrlich eröffnet und erzielte große Erfolge in der Entwicklung von Heilmitteln gegen Syphilis und Tuberkulose.
1907 gründete sie die Georg-Speyer-Stiftung zur Förderung der Wissenschaft und des höheren wissenschaftlichen Unterrichts mit einem Kapital von 100.000 Mark.
Franziska Speyer starb 1909 und wurde wie ihr Mann auf dem Jüdischen Friedhof Rat-Beil-Straße bestattet.
Gemäß einer testamentarischen Verfügung der Eheleute Speyer wurde ein großer Teil des Nachlasses für wohltätige Zwecke verwendet. Das Kapital der 1901 gegründeten und mit einem Kapital von einer Million Mark ausgestatteten Georg und Franziska Speyer’schen Studienstiftung sowie des Georg-Speyer-Hauses wurden um jeweils eine Million Mark aufgestockt, die Georg-Speyer-Stiftung um 75.000 Mark. Zuwendungen erhielten darüber hinaus:
- der Georg und Franziska Speyer’sche Krankenfonds zur Unterstützung unheilbar Kranker und deren Angehöriger (500.000 Mark),
- die Georg und Franziska Speyer-Stiftung zur Unterstützung bedürftiger Mitglieder der Frankfurter Berufsfeuerwehr (10.000 Mark),
- die Georg und Franziska Speyer-Stiftung zur Unterstützung mittlerer und unterer Beamter des Frankfurter Polizeipräsidiums (20.000 Mark),
- die Stiftung für Heimarbeiter (100.000 Mark).

Testamentarische Spenden gingen an wohltätige Vereine, Krankenhäuser, Forschungseinrichtungen sowie an die Israelitische Gemeinde.
Nach der nationalsozialistischen Machtergreifung wurden die meisten Speyerschen Stiftungen als jüdische Einrichtungen aufgelöst oder anderen Stiftungen zugeschlagen. Lediglich das Georg-Speyer-Haus konnte unter dem Namen Forschungsinstitut für Chemotherapie weiterbestehen. 1949 wurde die Georg und Franziska Speyer’sche Hochschulstiftung wiedergegründet. Zusammen mit dem wieder unter ursprünglichem Namen arbeitenden Georg-Speyer-Haus erinnert sie heute an das bedeutende Frankfurter Stifterehepaar.

## Ehrungen
Franziska Speyer war Ewiges Mitglied der Senckenbergischen Naturforschenden Gesellschaft. Sie erhielt 1902 die Rote Kreuz-Medaille III. Klasse verliehen und war Trägerin des seltenen Wilhelm-Ordens.
Der Asteroid (225250) Georgfranziska wurde am 12. Oktober 2011 dem Ehepaar zu Ehren benannt.